# Årsta
Årsta – dzielnica (stadsdel) Sztokholmu, położona w jego południowej części (Söderort) i wchodząca w skład stadsdelsområde Enskede-Årsta-Vantör. Graniczy z dzielnicami Södra Hammarbyhamnen, Johanneshov, Enskede Gård, Enskedefältet, Östberga i Liljeholmen oraz przez wody Årstaviken z Södermalmem. Wysepki Årsta holmar zaliczane są do stadsdelsområde Södermalm.
Według danych opublikowanych przez gminę Sztokholm, 31 grudnia 2020 r. Årsta liczyła 19 775 mieszkańców. Powierzchnia dzielnicy wynosi łącznie z wysepkami Årsta holmar 3,15 km², z czego 0,51 km² stanowią wody Årstaviken.